# Maria Maximiliana von Stadion
Maria Maximiliana von Stadion (vollständig: Maria Maximiliana Esther von Stadion zu Tannhausen und Warthausen) (* 21. Juli 1736 in Mainz; † 14. April 1814 in Biberach) war die letzte Äbtissin des freiweltlichen Damenstifts Buchau im heutigen Bad Buchau am Federsee.

## Leben

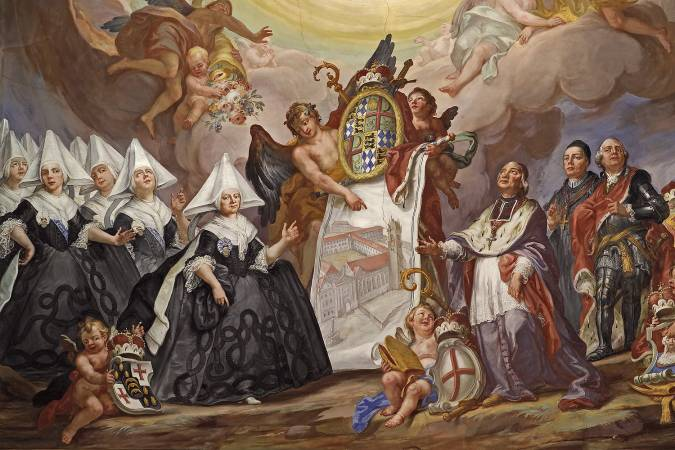
Die letzte Fürstäbtissin Maria Maximiliana von Stadion mit Stiftsdamen, Wappen und Ansicht der Stiftsanlage

Maria Maximiliana war die Tochter des Anton Heinrich Friedrich von Stadion und der Maria Anna Augusta Antonia von Sickingen-Hohenburg. Sie hatte zwei Brüder und zwei Schwestern. Ihr Bruder Franz Konrad war kaiserlicher Kämmerer in Wien, der andere Bruder Johann Philipp war Domherr in Mainz. „Die verwachsene Maximiliane, eine lebensnahe und geistvolle Frau“, wurde 1754 nach Vorlage der Ahnenprobe in das Buchauer Stift aufgenommen.

Auch nach ihrem Eintritt in das Stift mit 17 Jahren hielt sich Maria Maximiliana häufig auf dem nahegelegenen väterlichen Schloss Warthausen auf und war dort fester Bestandteil des aufklärerischen und religionskritischen "Musenhofs", den Friedrich von Stadion in Warthausen um sich scharte. Hier wurde französisch gesprochen und geschrieben, harsche Kritik am Mönchswesen geübt und an päpstlichen Versuchen, sich in die Belange der Reichskirche einzumischen. Zu diesem kleinen Kreis gehörten unter anderen Sophie von La Roche und Christoph Martin Wieland, der von 1760 bis 1769 in Biberach als Senator und Kanzleiverwalter arbeitete. Sophie von La Roche zeichnet in ihrem Briefroman Geschichte des Fräuleins von Sternheim ein hymnisches Bild von Maria Maximiliana: Sie besizt die seltene Gabe, für alles was sie sagt und schreibt, Ausdrücke zu finden, ohne daß sie das geringste Gesuchte an sich haben; alle ihre Gedanken, sind wie ein schönes Bild, welches die Grazien in ein leichtes natürlich fließendes Gewand eingehüllt haben. Und später heißt es dann: Nur um dieser Dame willen, habe ich mir zum erstenmal alte Ahnen gewünscht, damit ich Ansprüche auf einen Platz in ihrem Stifte machen machen, und alle Tage meines Lebens mit ihr hinbringen könnte. Die Beschwerlichkeiten der Präbende würden mir an ihrer Seite sehr leichte werden." Wieland nannte sie in einem Brief eine von den geistvollsten und angenehmsten Frauenzimmern in der Welt. Wieland fügte in Sophie von La Roches Roman einen auf Maria Maximiliana gemünzten Vers aus seinem Roman Oberon ein:
Es hätt ihr Witz auch Wangen ohne Rosen
Beliebt gemacht, ein Witz, dem's nie an Reiz gebrach,
Zu Stechen oder iebzukosen
Gleich aufgelegt, doch lächelnd wenn er stach
Und ohne Gift.
Am 18. Januar 1775 wurde Maria Maximiliana vom Stiftskapitel mit einfacher Mehrheit zur Fürstäbtissin gewählt. An der Wahl nahmen zehn Stiftsdamen und zwei Chorherren teil. Es fanden drei Wahlgänge statt. Im Jahr ihrer Wahl ließ sie die von Pierre Michel d’Ixnard neu gestaltete und teilweise neu aufgerichtete Stiftskirche St. Cornelius und Cyprianus weihen. Während ihrer Regierungszeit versuchte sie zum Ausgleich mit der Reichsstadt Buchau, mit Österreich und mit den Reichsgrafen zu kommen. Die Kriegslasten in Form von durch die Koalitionskriege ausgelösten Zahlungen führten dazu, dass die Finanzen des Stiftes in eine Schieflage gerieten. Am 5. Juli 1796 wich die Äbtissin vor dem heranrückenden französischen Heer mit dem Stifts-Archiv, vielen Wertgegenständen, begleitet vom Kanzler des Stifts und seiner Familie (8 Kinder) nach München aus. Wenig später reiste sie nach Augsburg, sprach dort mit dem französischen Oberkommandierenden Moreau und kehrte bald wieder nach Buchau zurück.
Am 4. Dezember 1802 musste sie das Stift an den Fürsten von Thurn und Taxis übergeben, dem es beim Friedensvertrag von Lunéville als Entschädigung für die linksrheinischen Verluste zugesprochen worden war. Sie lehnte es ab, ein ihr von Thurn und Taxis angebotenes Schloss zu beziehen, was die Kosten ihres Unterhalts für den neuen Landesherren gesenkt hätte. So musste Thurn und Taxis bis an ihr Lebensende die vorgegebene maximale  Sustentation von 8000 Gulden pro Jahr zahlen, auch dann noch, als Thurn und Taxis selbst 1806 mediatisiert worden war. Am 22. April 1802 bezog Maria Maximiliana eine Wohnung im nahegelegenen Schloss Warthausen, das ihrem Neffen Johann Philipp von Stadion gehörte. Warthausen, bisher österreichisch, wurde 1802 von Baden besetzt und im Juli 1806 – wie das benachbarte Biberach – Württemberg zugeschlagen. Johann Philipp von Stadion war inzwischen österreichischer Staatskanzler geworden. Zwischen ihm, der zu den erbitterten Gegnern Napoleons gehörte, und dem von Napoleon zum König gemachten neuen Landesherrn  Friedrich I. von Württemberg entwickelte sich eine bis ins persönliche gehende Fehde. Am 5. Mai 1809 konfiszierte Württemberg Warthausen.
Über die Lebensumstände der gefürsteten Äbtissin berichtet Martin Hieronymus Hudtwalcker, der Johann Philipp von Stadions Söhne als eine Art Hofmeister begleitete, unter dem 19. September 1813: "Brillantes aber langweiliges Diner bei der alten Fürstin Biberach, einer seelenguten Dame, die recht etwas darin zu suchen schien, ihre jungen Vettern durch Leckereien zu ergötzen. Sie hat bis vor Kurzem einen Theil der obern Stocks in Warthausen bewohnt, und erzählt, daß sie sich auch bei Tage im Winter nur dadurch vor Wind und Wetter habe schützen könne, daß sie von Setzschirmen umgeben war. Sie ist eigenltich Priorin oder Aebtissin Buchau gewesen, und führt davon den Titel als Fürstin."
Maria Maximiliana bezog ein Haus in Biberach. Das Totenbuch der Stadt Biberach verzeichnet ihren Tod am 14. April 1814, am 16. April wurde sie in Biberach beigesetzt. Die immer wieder zitierten Angaben bei Theil (München, 1818), in der NDB (1816) und der GND (München, 1816 oder 1818) sind falsch (Stand: April 2025).